# Villa Médicis hors les murs
La Villa Médicis hors les murs est une bourse d'études française attribuée par l'Association française d'action artistique (AFAA), le ministère des Affaires étrangères et le 
ministère de la Culture, destinée à des artistes et des professionnels souhaitant développer un projet artistique dans le pays de leur choix. 

## Description
Cette bourse est accessible à tous les domaines de la création contemporaine, excepté la littérature, le cinéma, et l’audiovisuel. Depuis 2001, le programme est également ouvert aux artistes africains résidant en Afrique, qui souhaitent développer un projet dans tous pays, y compris en France et en Afrique.
Cette bourse est ouverte aux créateurs et professionnels français, africains résidant en Afrique ou étrangers résidant en France depuis au moins 5 ans sans aucune limite d’âge.
Les candidats doivent avoir achevé leurs études et être engagés dans la vie professionnelle. Ils doivent justifier de travaux antérieurs se libérer de leurs activités professionnelles durant la période de recherche. Vingt à trente allocations sont attribuées chaque année pour soutenir et accompagner ces projets.
Elle permet aux artistes d’effectuer un séjour à l’étranger d’une durée de 3 à 6 mois entre janvier et décembre pour y développer une recherche personnelle. Chaque année, environ 30 lauréats sont désignés.